# Fordia unifoliata
Fordia unifoliata är en ärtväxtart som först beskrevs av David Prain, och fick sitt nu gällande namn av Dasuki och Anne M. Schot. Fordia unifoliata ingår i släktet Fordia och familjen ärtväxter. IUCN kategoriserar arten globalt som sårbar. Inga underarter finns listade i Catalogue of Life.